# Acéna

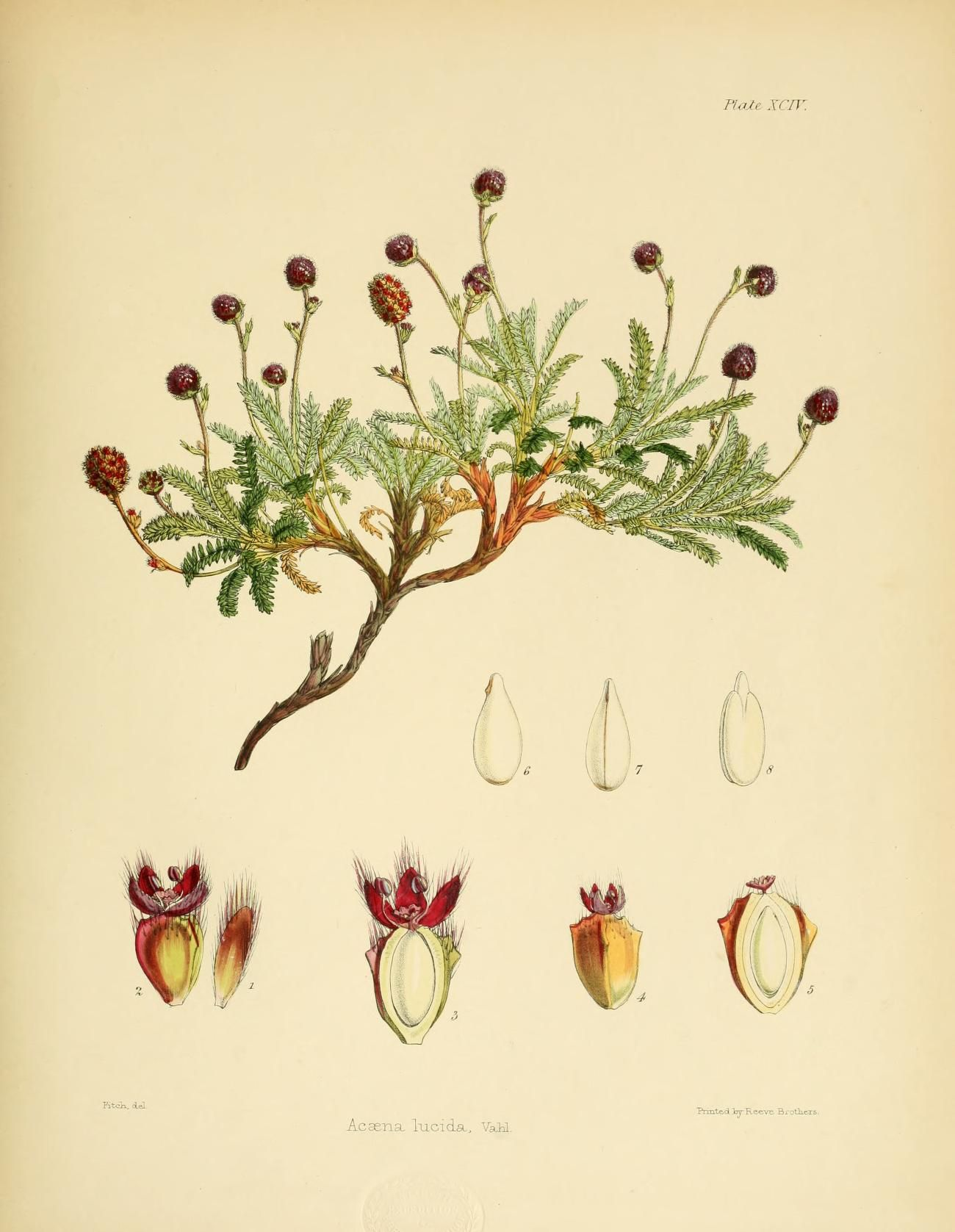
Acaena lucida na ilustraci z roku 1844

Acéna (Acaena), česky též plazilka nebo bedrnička, je rod rostlin z čeledi růžovité. Jsou to nízké byliny a polokeře se zpeřenými listy a drobnými bezkorunnými květy v kulovitých nebo klasovitých květenstvích. Plodem je nažka obalená ostnitou češulí. Rod zahrnuje asi 56 druhů a je rozšířen zejména na jižní polokouli. Největší počet druhů se vyskytuje v jihoamerických Andách a na Novém Zélandu.
Acény se občas pěstují jako půdopokryvné rostliny a alpínky. Některé druhy mají využití v lokální medicíně.

## Popis
Acény jsou zpravidla nízké, vytrvalé, stálezelené, poléhavé nebo vystoupavé byliny. Báze stonku je často dřevnatějící. Některé druhy mají pod zemí oddenek, jiné dřevnatou hlízu (kaudex). Listy jsou střídavé, nepravidelně lichozpeřené (výjimečně téměř dlanitě stažené), složené z dřípeně pilovitých až dělených úkrojků. Palisty jsou vytrvalé, přirostlé k řapíku, případně chybějící. Květy jsou oboupohlavné, bezkorunné, nenápadné, nejčastěji čtyřčetné, uspořádané v úžlabních nebo vrcholových, kulovitých hlávkách či podlouhlých klasech. Tyčinek může být různý počet, od jedné až do 10, a bývají delší než kališní lístky. Semeník je obvykle jediný, nesoucí krátkou vrcholovou čnělku nesoucí členěnou bliznu. Plodem je nažka, která je celá obalená vytrvalou, zpravidla ostnitou češulí.

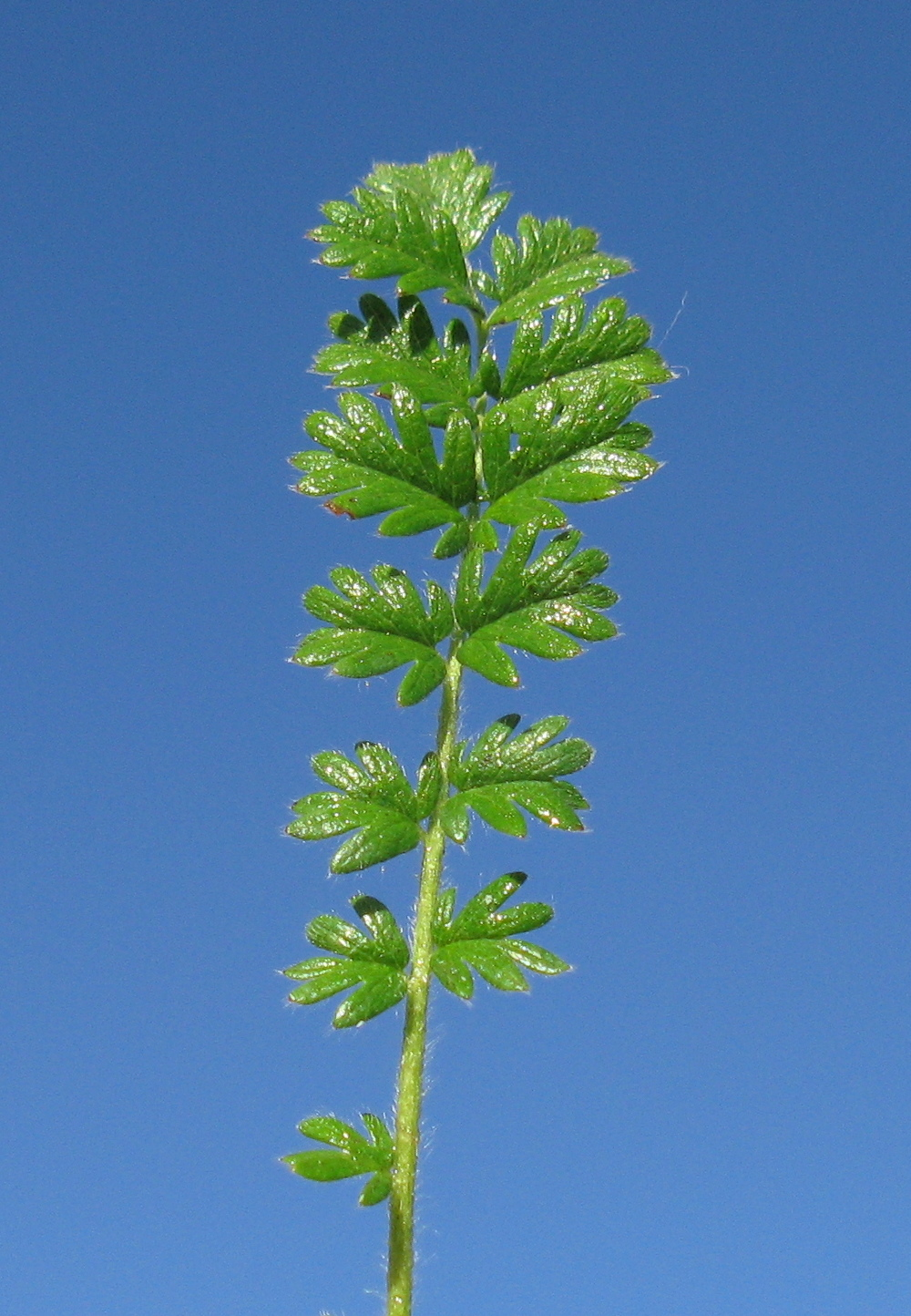
List Acaena ovina
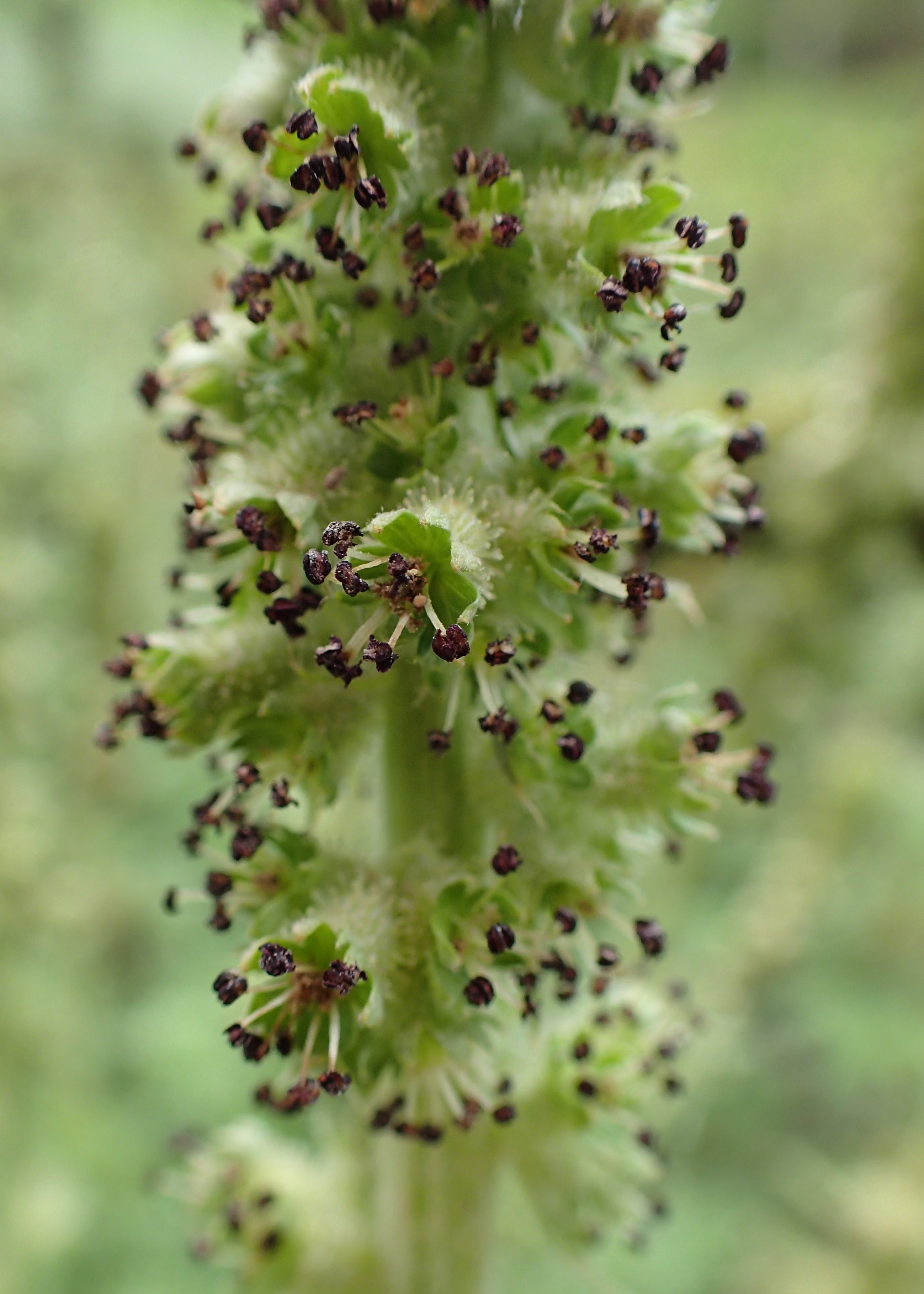
Detail květenství Acaena myriophylla
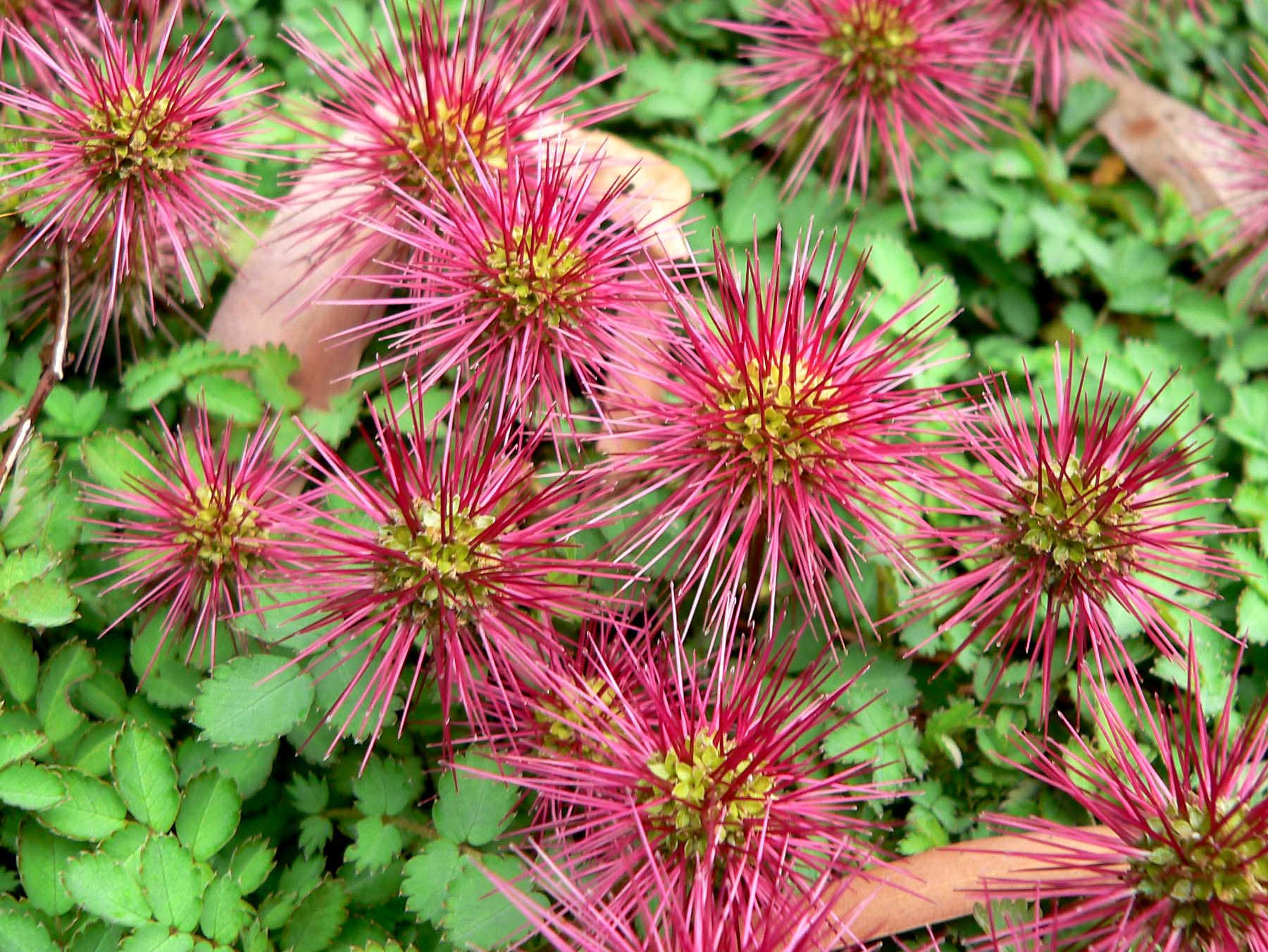
Ostnitá plodenství A. magellanica
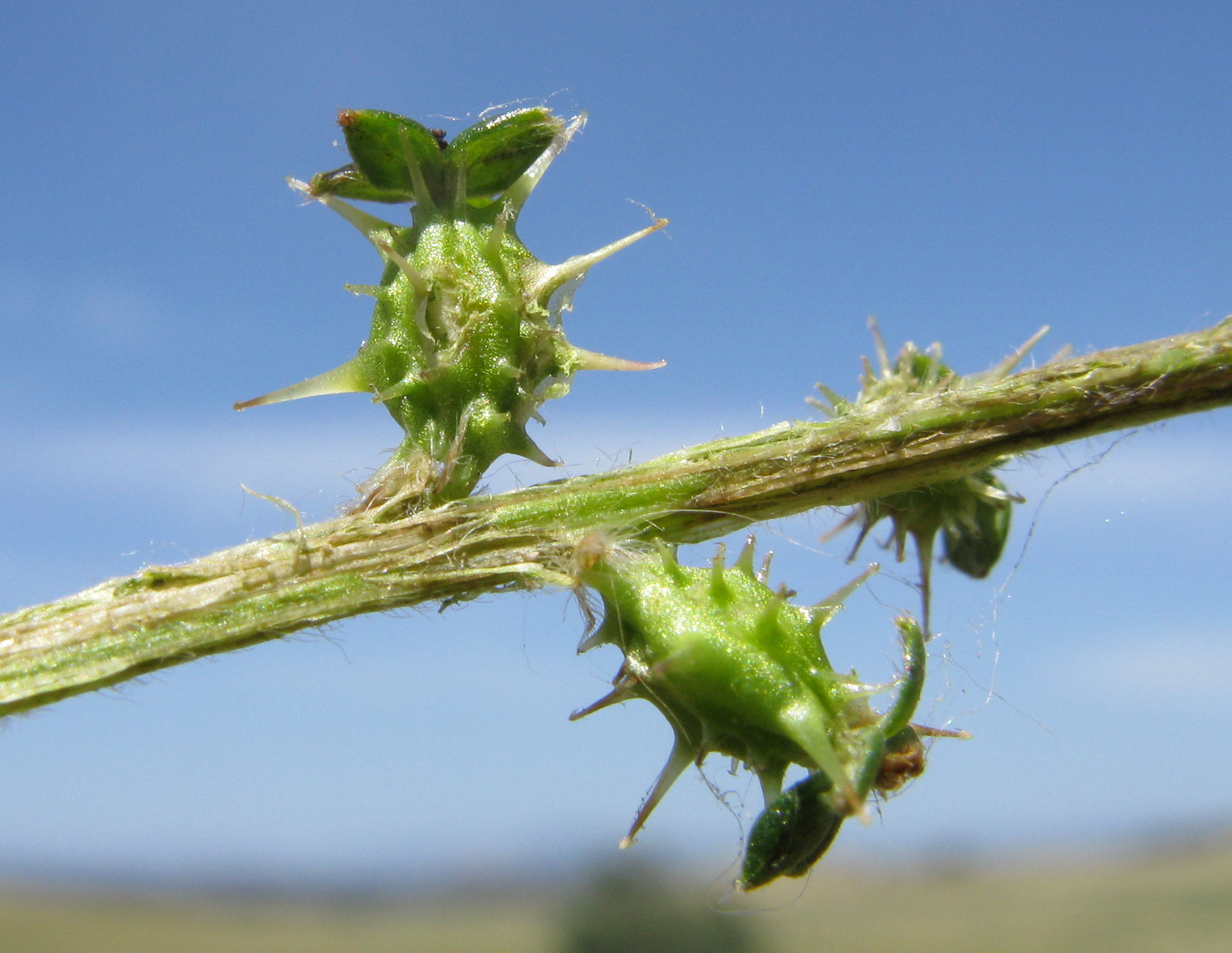
Detail plodů A. echinata s ostnitými češulemi

## Rozšíření
Rod acéna zahrnuje asi 56 druhů a je rozšířen zejména na jižní polokouli. Největší počet druhů (asi 30) roste v západních a jižních oblastech Jižní Ameriky. Pouze dva druhy odtud přesahují severněji: Acaena elongata do Mexika a Guatemaly a Acaena pinnatifida do Kalifornie. Severně od rovníku zasahují také některé kolumbijské a peruánské druhy. Na Havaji se vyskytovala endemická, dnes již vyhynulá Acaena exigua. Delším centrem rozšíření je Nový Zéland, odkud je známo 10 druhů, z toho 9 endemických. V Austrálii roste 6 druhů, jeden z nich přesahuje i na Novou Guineu. Některé druhy acén jsou endemity izolovaných ostrovů či souostroví: Acaena sarmentosa a A. stangii na souostroví Tristan da Cunha, A. minor na Ostrovech protinožců, A. masafuerana na Ostrovech Juana Fernándeze. V Africe se vyskytuje jediný druh, Acaena latebrosa, známý z jihoafrického Kapska.
V Andách rostou acény ve vysokohorských ekosystémech nad hranicí lesa, jako je páramo či puna.

## Ekologické interakce
Údaje o způsobu opylování květů acén nejsou zcela jednoznačné. Ve většině zdrojů se uvádí, že květy neobsahují nektar a jsou na rozdíl od převážné většiny jiných zástupců čeledi růžovité opylovány větrem, některé zdroje však uvádějí opylování hmyzem.
Většina druhů má ostnité plody, které se přichycují na srsti zvířat a peří ptáků a jsou jimi roznášeny (epizoochorie) i na velké vzdálenosti. Plody byly nalezeny i na peří buřňáků přilétajících na oceánské ostrovy.

## Invazivita
Acéna novozélandská je na Britských ostrovech obtížnou invazní rostlinou. Na ostrovy byla zavlečena na přelomu 19. a 20. století s ovčí vlnou z Nového Zélandu a v současnosti pokrývá značné rozlohy zejména na písčitých stanovištích při mořských pobřežích, kde vytlačuje původní vegetaci. Za rizikovou rostlinu je považována také v Kalifornii a Oregonu.

## Taxonomie
Rod Acaena je v rámci čeledi Rosaceae řazen do podčeledi Rosoideae, tribu Agrimonieae a podtribu Sanguisorbinae. Ze známějších rodů je do tohoto tribu řazen např. rod Sanguisorba a středomořský rod Sarcopoterium. Podle výsledků fylogenetických studií jsou nejblíže příbuznými liniemi andské rody Polylepis a Tetraglochin.

## Zástupci
- acéna Buchananova (Acaena buchananii)
- acéna drobnolistá (Acaena microphylla)
- acéna husí (Acaena anserinifolia)
- acéna magellanská (Acaena magellanica)
- acéna novozélandská (Acaena novae-zelandiae)
- acéna sivá (Acaena caesiiglauca)
- acéna stříbrná (Acaena argentea)[18][19][20]

## Význam a pěstování

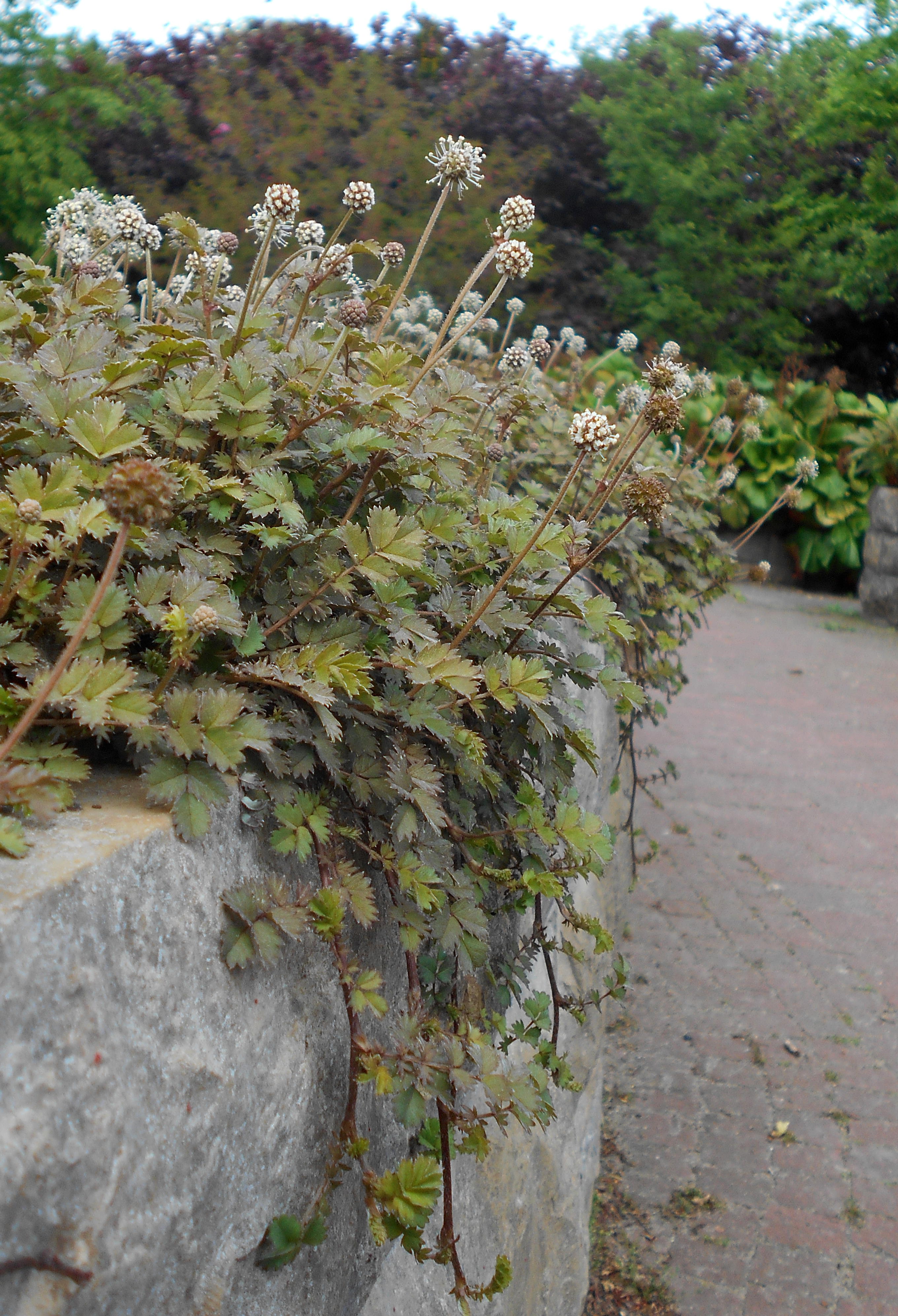
Acéna drobnolistá

Acény jsou pěstovány jako skalničky a půdopokryvné rostliny. Lze je použít i jako náhradu trávníku zejména na sušších stanovištích a jako pokryv půdy v místech s výsadbou cibulovin. Většinou jsou stálezelené a vytvářejí nízké kobercovité porosty, které na podzim zdobí ježatá kulovitá plodenství. Mezi pěstované druhy náleží např. acéna drobnolistá (A. microphylla), acéna sivá (A. caesiiglauca), acéna stříbrná (A. argentea) a Acaena inermis. Vyžadují slunné stanoviště a dobře propustnou půdu, na její složení však nejsou nijak náročné. Některé druhy snášejí i polostín. Dobře etablované rostliny jsou dosti odolné vůči suchu. Při kompozici výsadby je nutno počítat s jejich agresivní rozrůstavostí. Acény se nejčastěji množí dělením trsů v jarním období. Lze je také řízkovat. Řízky se odebírají v pozdním létě a píchají přímo do květináčů do propustného substrátu. Je možné též množení výsevem, sběr semen je však obtížný a zdlouhavý.
Některé druhy jsou využívány v lokální medicíně. Na Novém Zélandu zejména acéna husí (A. anserinifolia) a acéna novozélandská (A. novae-zelandiae), v Austrálii Acaena sanguisorbae, v Jižní Americe Acaena pinnatifida.
Domorodci na jižním ostrově Nového Zélandu používají listy Acaena sanguisorbae k přípravě čaje.

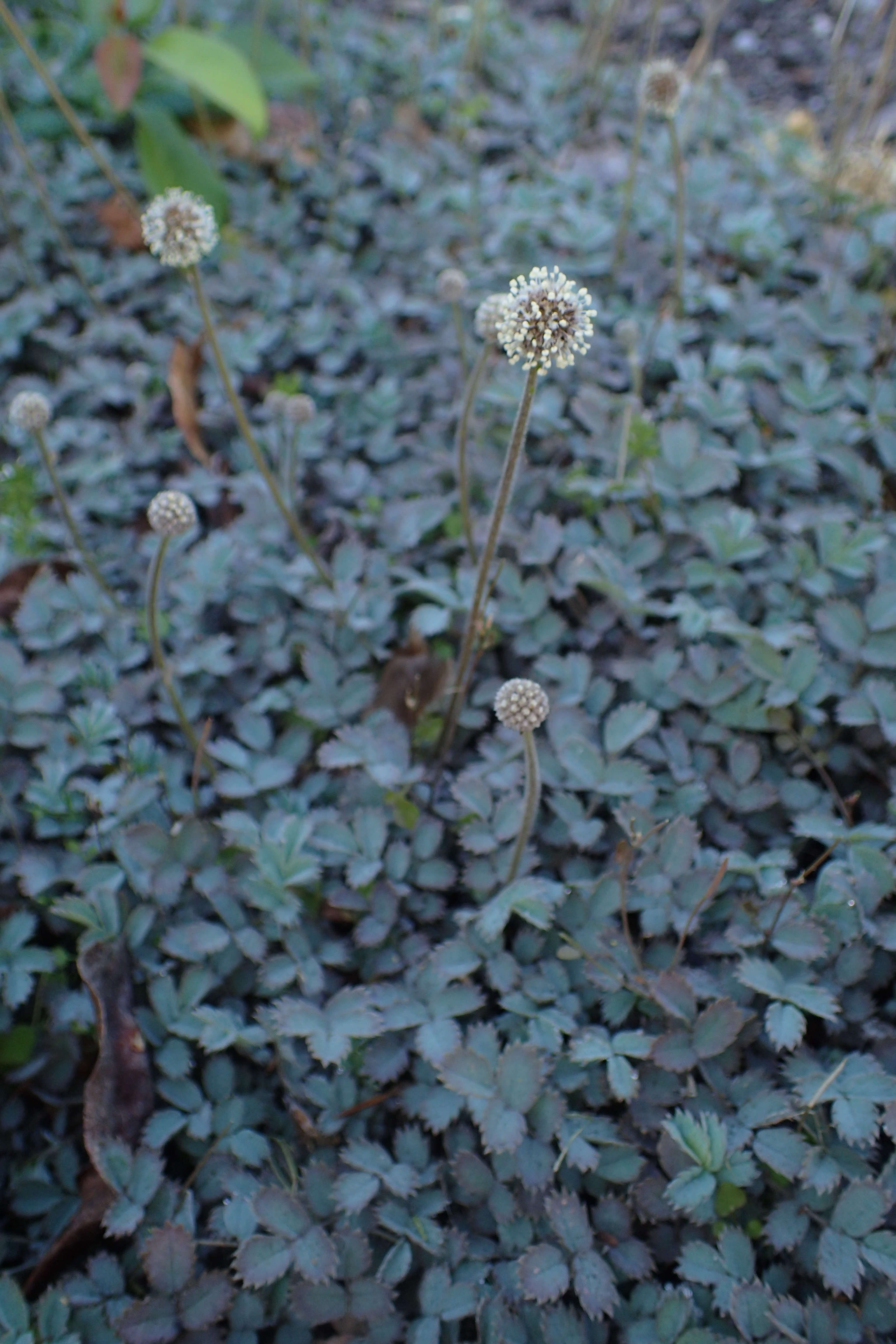
Acéna sivá
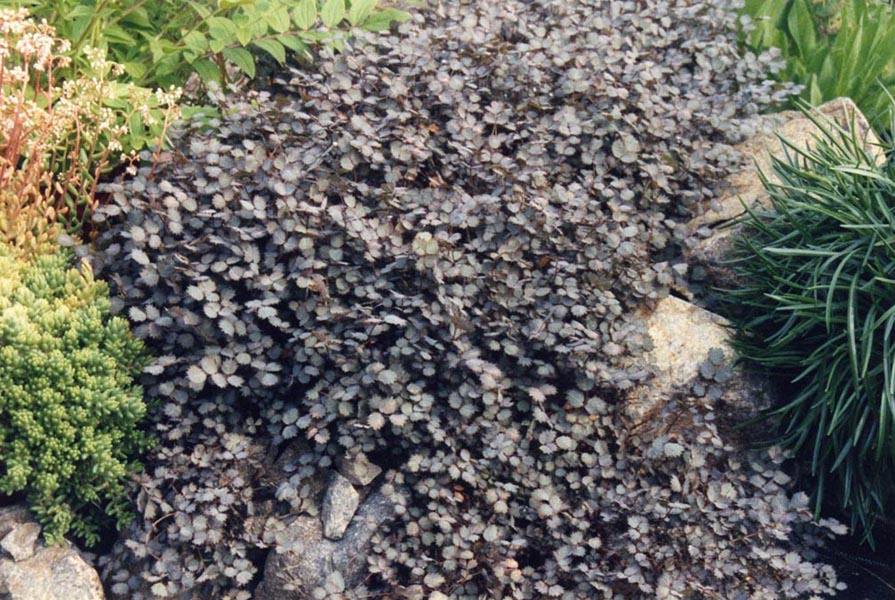
Acaena inermis
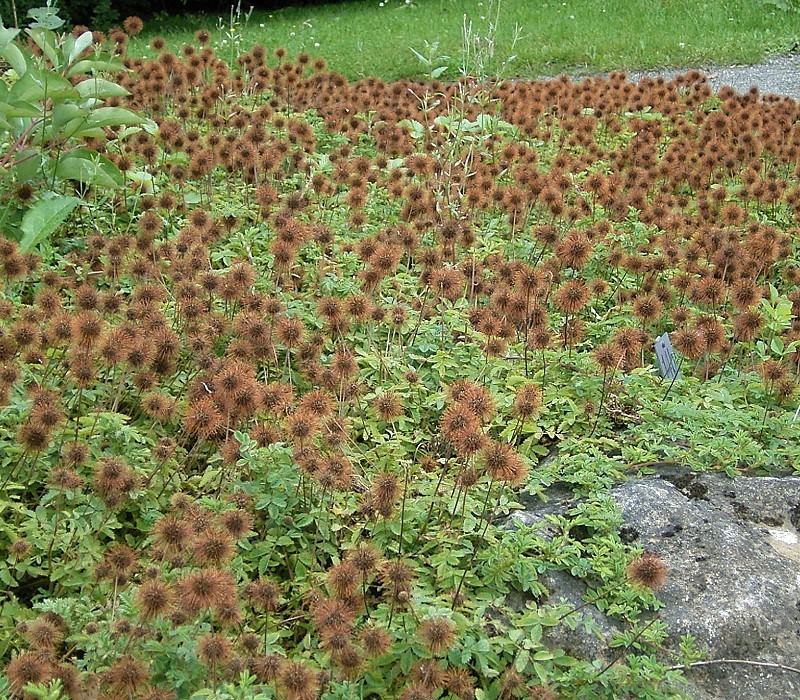
Bohatě plodící Acaena ovalifolia